# Ритберг (графство)

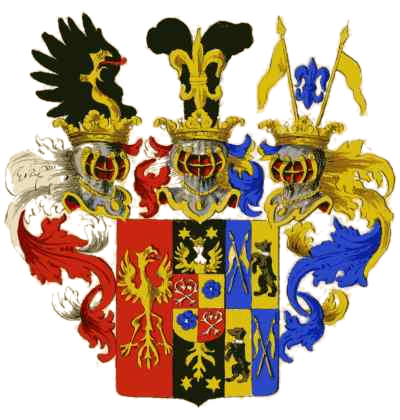
Герб графа Ритберг в 1699 году

Ритберг (нем. Rietberg) — графство в Священной Римской империи германской нации. Располагалось в верхнем течении р. Эмс в Вестфалии, в пограничном районе княжеств-епископств Падерборн и Мюнстер с центром в г. Ритберг. Существовало с XI века до 1807 года.

## История
Впервые графство Ритберг появилось около 1092 года при разделе владений графа Конрада Верль-Арнсбергского из Верльской династии между двумя его сыновьями. Графство получило своё наименование в честь одноимённого замка, основанного в 1100 году на р. Эмс.
Уже после смерти первого графа Ритберга Генриха I между 1115 и 1118 годами территория графства вернулась в состав Арнсберга. Около 1202—1217 годов графство Ритберг находилось во владении юнгграфа Арнсберга Генриха II из дома Куик. Окончательно графство Ритберг выделилось из состава графства Арнсберг 1 сентября 1237 года во главе с боковой линией дома фон Куик (графом стал сын юнгграфа Генриха II Конрад I).
Несмотря на небольшую территорию графства Ритберг, его правящий дом играл довольно заметную роль в истории Вестфалии, так как его представителям неоднократно удавалось занять епископскую кафедру в Мюнстере, Оснабрюке, Падерборне и Миндене. В 1353 году графы Ритберга получили ленные привилегии. Денежные затруднения вынудили графа Конрада V в 1456 заложить графство ландграфу Гессена за 600 рейнских гульденов, что сильно понизило престиж графства Ритберг.
В 1586 году род фон Куик пресёкся. В результате брака графини Вальбурги фон Куик-Ритберг (1584—1586) с графом Восточной Фрисландии Энно III, а также последующего брака их дочери графини Сабины Катарины фон Ритберг (1586—1618) с братом её отца Йоханном III графство перешло во владение рода Кирксена.

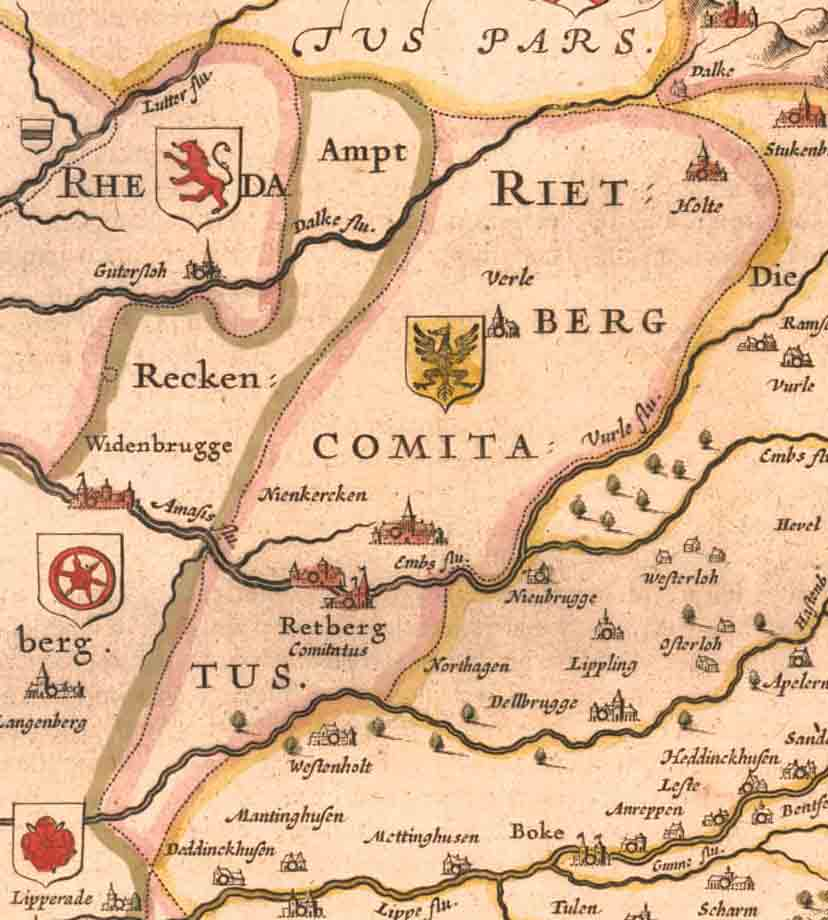
Карта графства в 1650 году

В 1746 году графство перешло к сыну последней представительницы графов Кирксена-Ритберг, будущему канцлеру Священной Римской Империи, графу Кауницу. В 1776 году он был возведён в сан князя Кауниц Ритберг.
В 1807 году княжество было медиатизировано в наполеоновское Королевство Вестфалия, лишившись последних признаков суверенного владения.
Род князей Кауниц Ритберг пресёкся в 1848 году. Свои права на наследование титула графа Ритберг заявил Лихтенштейнский дом, мотивируя свои претензии тем, что князь Гундакар фон Лихтенштейн (1623—1658) был женат на Агнес (1584—1616), сестре графини Сабины Катарины. Являясь на этом основании потомками графини Вальбурги фон Ритберг (матери Агнес), князья фон унд цу Лихтенштейн по сей день используют титул графов Ритберг в своей официальной титулатуре, как правило, наделяя им наследника княжеского престола Лихтенштейна. В настоящее время титул графа Ритберг носит наследник престола принц-регент княжества Лихтенштейн Алоис Филипп Мариа фон унд цу Лихтенштейн (род. 11 июня 1968).

## Графы Ритберга

### Верльская династия
- Генрих I ок.1092—1115/8, сын графа Конрада Арнсбергского

### Род фон Куик
- Генрих II (р. ок.1156) 1202—ок.1217, юнгграф (соправитель) Арнсберга, ст. сын графа Арнсбергского Генриха I Братоубийцы
- Конрад I (после 1203—1284/94) 1237—1264, сын Генриха II, отрёкся от власти
- Фридрих I (ум. 5.07.1282) 1264—1282, сын Конрада I
- Конрад II (ум. 24.04.1313) 1282—1313, сын Фридриха I
- Фридрих II (ум. 25.12.1323) юнгграф 1302—1323, сын Фридриха I
- Оттон I (ум. 31.12.1347) 1313—1347, сын Конрада II
- Конрад III (ум. 1.05.1365) 1347—1365, сын Оттона I
- Оттон II (ум. 18.07.1389) 1365—1389, сын Конрада III
- Конрад IV (до 1371—21.06.1428) 1389—1428, сын Оттона II
- Конрад V (ум. 31.10.1472) 1428—1472, сын Конрада IV
- Иоганн I 1472—1516, сын Конрада V
- Оттон III (ум. 18.12.1535) 1516—1535, сын Йоханна I
- Оттон IV (ум. 5./6.01.1553) 1535—1552, сын Оттона III
- Иоганн II Великий (после 1523—11.12.1562) 1552—1562, сын Оттона III
- Армгарда (Ирмгарда) (ум. 13.07.1584) 1565—1584, дочь Йоханна II
- Вальбурга (1555/6—26.05.1586) 1584—1586, юнгграфиня 1565—1576, дочь Йоханна II

### РодКирксена

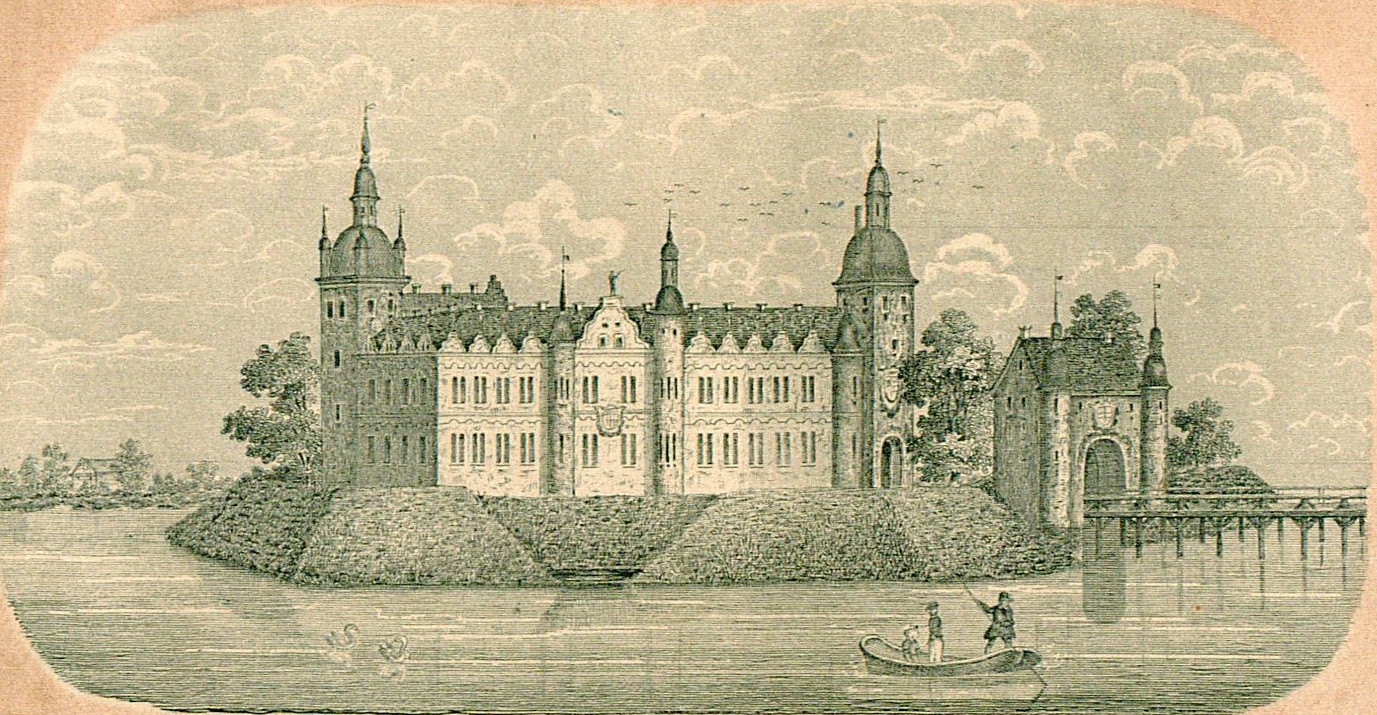
Графский замок в Ритберге (гравюра XVII века)

- Сабина Катарина (11.08.1582—31.05.1618) 1586—1618, дочь графини Вальбурги и графа Энно III Восточнофризского
- Иоганн III (1566—23.01.1625) 1618—1625, муж графини Сабины Катарины, брат её отца Энно III
- Эрнст Кристоф I (1.04.1606—31.12.1640) 1625—1640, 4-й сын Йоханна III и Сабины Катарины
- Иоганн IV (31.05.1618—07.08.1660) 1640—1660, 11-й сын Йоханна III и Сабины Катарины
- Фридрих Вильгельм I 1660—1677, сын Йоханна IV
- Фердинанд Максимилиан I (8.5.1653—10.6.1687) 1677—1687, сын Йоханна IV
- Мария Эрнестина Франциска (01.8.1686—01.01.1758) 1687—1758, дочь Фердинанда Максимилиана I

### РодКауниц, с 1776 князья цуКауницРитберг
- Венцель Антон Доминик (02.02.1711—27.06.1794) 1746—1794, с 27.1.1776 князь цу Кауниц Ритберг, канцлер империи 1753—1792, мл. сын Марии Эрнестины Франциски и Фортуната Йозефа Максимилиана Ольдржиха Кауница (22.3.1679—10.9.1746)
- Эрнст Кристоф II (06.06.1737—19.05.1797) 1794—1797, сын Венцеля Антона Доминика
- Доминик Антон Андреас (02.06.1739/30.03.1740—24.11.1812) 1797—1812, сын Венцеля Антона Доминика
- Алоис Вацлав (19.6.1774—15.11.1848) 1812—1848, сын Доминика Антона Андреаса